# Bác sĩ Jekyll và ông Hyde

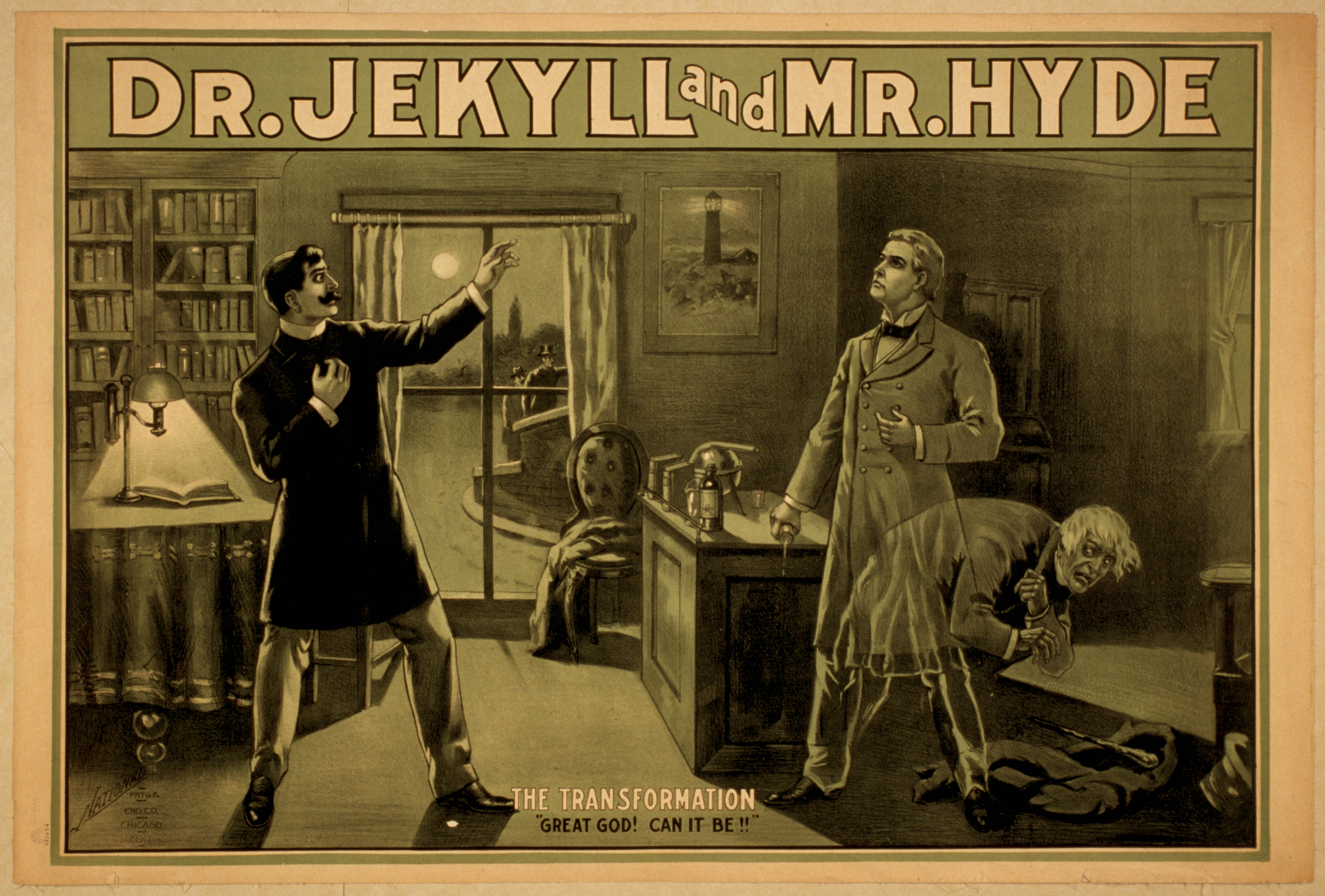
Jekyll và Hyde

Bác sĩ Jekyll và ông Hyde (nguyên tác: Strange Case of Dr. Jekyll and Mr. Hyde, dịch nghĩa: Vụ án kỳ lạ của bác sĩ Jekyll và ông Hyde) là một tác phẩm của Robert Louis Stevenson sáng tác năm 1886. Tác phẩm còn được biết đến với tên gọi đơn giản Jekyll & Hyde. Truyện kể về một luật sư ở Luân Đôn tên Gabriel John Utterson đang điều tra về sự hiện diện kỳ lạ giữa người bạn cũ của ông, Henry Jekyll và tên sát nhân Edward Hyde. Tiểu thuyết đã được chuyển thể thành các ngôn ngữ khác nhau, và cụm từ "Jekyll & Hyde" đã được sử dụng để nói về một người có tính cách và đạo đức rất khác nhau trong nhiều trường hợp, tương tự với các thành ngữ "đừng trông mặt mà bắt hình dong", "nhìn vậy nhưng không phải vậy" trong tiếng Việt.

## Nội dung
Gabriel John Utterson và người bạn thân Richard Enfield tiến đến gần một cánh cổng của một ngôi nhà lớn trong khi đi dạo. Enfield kể với Utterson rằng tháng trước ông có chạm mặt một tên trông có vẻ nham hiểm tên Edward Hyde, chà đạp một cô gái trẻ sau khi lỡ va vào người hắn. Enfield buộc Hyde phải nộp cho ông 100 bảng Anh để không tiết lộ chuyện này với báo chí. Hyde đưa họ vào và trả một tấm séc với chữ ký của một quý ông có uy tín (sau đó mới biết đó là Henry Jekyll - bạn và cũng là thân chủ của Utterson). Utterson lo ngại vì gần đây Jekyll đã thay đổi di chúc, để lại toàn bộ của cải cho Hyde. Ông sợ rằng Hyde đang tống tiền Jekyll. Khi Utterson thử bàn bạc với Jekyll về Hyde, ông thấy Jekyll tái mặt đi và yêu cầu để Hyde yên.
Một đêm tháng Chín, một người phục vụ nhìn thấy Hyde đang lấy gậy đánh đến chết Danvers Carew, cũng là một thân chủ khác của Utterson. Cảnh sát liên lạc với Utterson và yêu cầu ông dẫn họ đến căn hộ của Hyde. Hyde biến mất, nhưng họ đã tìm thấy một cây gậy bị gãy. Utterson nhận ra cây gậy này là cây gậy mình đã đưa cho Jekyll. Ông đến gặp Jekyll, và Jekyll đưa cho ông một mẩu giấy được viết bởi Hyde trong lốt Jekyll, xin lỗi về việc đã khiến ông rơi vào rắc rối. Tuy nhiên, chữ viết của Hyde giống y hệt chữ viết của Jekyll, vậy nên Utterson nghĩ rằng Jekyll đã viết mẩu giấy này để che giấu cho Hyde.
Trong hai tháng, Jekyll trở về bản chất cũ, nhưng đến đầu tháng Một, ông bắt đầu từ chối khách. Tiến sĩ Hastie Lanyon, một người quen của Jekyll lẫn Utterson, chết vì sốc sau khi nhận được thông tin liên quan đến Jekyll. Trước khi chết, Lanyon đưa Utterson thư được và dặn chỉ được mở ra sau khi Jekyll chết hoặc mất tích. Cuối tháng hai, trong khi đi bộ với Enfield, Utterson bắt đầu một cuộc trò chuyện với Jekyll tại cửa sổ của phòng thí nghiệm của ông. Jekyll đột nhiên đóng sầm cửa sổ và biến mất. Trong đầu tháng ba, quản gia của Jekyll, Poole, thăm Utterson và nói Jekyll đã tự nhốt mình trong phòng thí nghiệm trong nhiều tuần. Utterson và Poole đột nhập vào phòng thí nghiệm. Họ tìm thấy Hyde mặc quần áo Jekyll và đã tự tử. Họ tìm thấy một lá thư từ Jekyll gửi Utterson. Utterson đọc thư của Lanyon, sau đó đến Jekyll. Thư của Lanyon cho rằng ông suy sụp sau khi nhìn thấy Hyde uống một huyết thanh, thứ đó đã biến hắn thành Jekyll. Thư của Jekyll giải thích rằng ông đã lún sâu trong tệ nạn nhưng không dám nói ra. Rằng ông đã tìm được một cách để biến đổi mình và qua đó làm bất cứ gì mình thích, kể cả việc bỉ ổi nhất mà không sợ bị phát hiện. Jekyll thay đổi nhân cách, Hyde, một kẻ độc ác, buông thả, và không quan tâm đến bất cứ ai trừ bản thân. Ban đầu, Jekyll kiểm soát biến đổi bằng huyết thanh, nhưng một đêm tháng Tám, ông nhận ra mình vô tình đã trở thành Hyde khi đang ngủ.
Jekyll cố gắng để ngừng biến thành Hyde. Một đêm nọ, trong giây phút yếu đuối, Jekyll quyết định uống huyết thanh. Hyde, tức giận vì đã bị nhốt quá lâu, đã giết Carew. Kinh hoàng, Jekyll cố gắng cứng rắn hơn để ngăn chặn sự biến đổi. Sau đó, vào đầu tháng Giêng, anh đã biến đổi một cách vô thức trong khi vẫn còn tỉnh táo. Bị săn đuổi bởi cảnh sát như một kẻ giết người, Hyde cần sự giúp đỡ để tránh bị bắt. Hắn viết thư cho Lanyon (bằng tay của Jekyll), yêu cầu ông đem chất hóa học từ phòng thí nghiệm của anh đến. Trước sự chứng kiến của Lanyon, Hyde trộn hóa chất, uống huyết thanh, và chuyển đổi thành Jekyll. Lanyon đã sốc và chết ngay lúc đó. Sự biến đổi trong vô thức của Jekyll ngày một tăng và đến huyết thanh cũng không còn giúp gì được. Đó là lý do mà Jekyll đã đóng sầm cửa khi đang nói chuyện với Utterson và Enfield.
Cuối cùng, huyết thanh đã hết, và lô tiếp theo không hoạt động. Jekyll suy đoán rằng trong lô hàng trước đó có một số tạp chất không rõ đã làm thuốc có tác dụng. Nhận ra mình sẽ vĩnh viễn biến thành Hyde, Jekyll quyết định viết một lá thư "thú tội". Ông kết thúc bức thư bằng câu: "Tôi xin kết thúc cuộc đời không mấy vui vẻ của Henry Jekyll".

## Chuyển thể

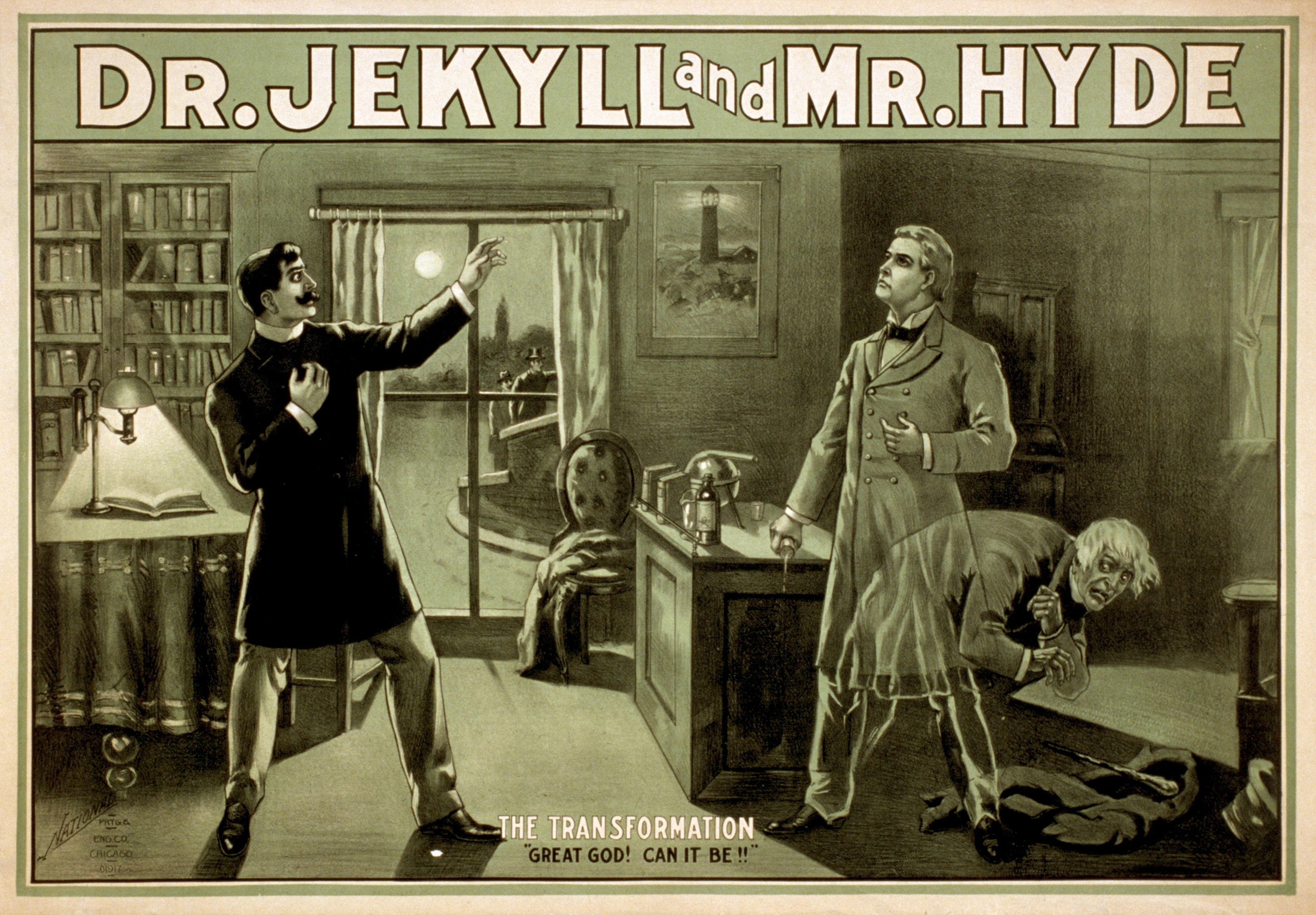
Một poster về tác phẩm trong thập niên 1880

Có rất nhiều chuyển thể của tác phẩm này, tính riêng số lượng các vở kịch và phim đã lên đến con số hơn 120.
Tác phẩm cũng có nhiều bản sách nói. Một số người đọc nổi tiếng gồm Tom Baker, Roger Rees, Christopher Lee, Anthony Quayle, Martin Jarvis, Tim Pigott-Smith, John Hurt, Ian Holm, and Gene Lockhart.

## Bản dịch tiếng Việt
Tác phẩm được Phạm Văn dịch với tựa đề Bác sĩ Jekyll và ông Hyde, Công ty Nhã Nam và nhà xuất bản Lao động phát hành vào tháng 9 năm 2014.